# Dave Leip’s Atlas of U.S. Presidential Elections
Dave Leip’s Atlas of U.S. Presidential Elections ist eine US-amerikanische Website, die sich mit Wahlen und Wahlstatistiken befasst. Dies gilt insbesondere für Wahlen in den USA, wo umfangreiche Statistiken gesammelt sind. Die Daten umfassen vor allem Informationen zu Kandidaten, Parteien und Ergebnissen von der Bundes- bis zur Countyebene. Daneben existiert ein Diskussionsforum. Die Website wird in überregionalen Medien des Öfteren thematisiert und als Quelle genannt.

## Überblick
Entworfen wurde die Website von dem Ingenieur Dave Leip aus Massachusetts, der bereits 1992 mit dem Sammeln von Wahlstatistiken begann. Online gestellt wurden die Inhalte erstmals 1997. Die Domain uselectionatlas.org wurde erstmals 1998 registriert. Bis zur Mitte der 2010er-Jahre entstand so eine umfassende Datenbank mit Informationen und Analysen zu Präsidentschafts-, Kongress- und Gouverneurswahlen sowie weiterer Wahlergebnisse auf lokaler Ebene. Auch Umfragen werden gesammelt. Die statistischen Auswertungen werden häufig grafisch anhand von Karten (von den Bundesstaaten oder Countys) veranschaulicht. Die Datenbank beinhaltet inzwischen ein Informationen zu allen wichtigen US-Wahlen bis zur Staatsgründung 1789. Das Portal wurde in den vergangenen Jahren immer wieder zum Gegenstand medialer Berichterstattung. Speziell zur US-Präsidentschaftswahl 2016 wurde uselectionatlas.org immer wieder als Quelle für Umfragen und Wahlergebnisse genannt. Das Portal PoliticalFact, das den Wahrheitsgehalt von Politiker-Aussagen überprüft, bezeichnete die Seite im Dezember 2016 als „unverzichtbar“. Auch die Washington Post widmete dem Portal 2015 einen Artikel. Beschrieben wurde uselectionatlas.org seit 2008 regelmäßig von Medien wie unter anderen U.S. News & World Report, The Atlantic, The Wall Street Journal, CBS News, Politico, and Reuters. Auch der renommierte US-Statistiker Nate Silver gab 2014 an, die Seite als bevorzugte Quelle für Wahlergebnisse für seine Analysen zu verwenden.
Neben der Datenbank bietet die Website auch ein Diskussionsforum für registrierte User. Weit mehr als einhundert internationale und regelmäßig aktive Benutzer tauschen sich über Wahlergebnisse und -umfragen sowie allerlei politische Themen in den USA und der Welt aus.
Finanziert wird die Website durch Werbeschalten oder durch kostenpflichtige Zusatzoptionen von Benutzern.
Im Februar 2017 verzeichnete die Hauptseite rund 450.000 Zugriffe pro Tag.